# 11
|  | Denne artikel er om årstallet 11. Se også 11 (tal) og 11 (Bryan Adams album). |
| 11                 |
| ------------------ |
| Dødsfald - Fødsler |
|                    |

| Gregoriansk kalender | 11 XI                   |
| Ab urbe condita      | 764                     |
| Armensk kalender     | I/T                     |
| Kinesiske kalender   | 2707 – 2708 庚午 – 辛未 |
| Etiopisk kalender    | 3 – 4                   |
| Jødisk kalender      | 3771 – 3772             |
| Hindukalendere       |                         |
| - Vikram Samvat      | 66 – 67                 |
| - Shaka Samvat       | N/A                     |
| - Kali Yuga          | 3112 – 3113             |
| Iransk kalender      | 611 BP – 610 BP         |
| Islamisk kalender    | 630 BH – 629 BH         |